# Cidades especiais da Coreia do Norte
Cidades especiais são uma das divisões administrativas de primeiro nível na Coreia do Norte. Existem duas cidades de nível superior na Coreia do Norte: Pyongyang e Rason. 

## Hierarquia e tipos
Cidades especiais são as divisões administrativas de maior classificação na Coreia do Norte, elas são divididas em três tipos. 
| Tipo                            | Chosongul | Hanja  | McCune – Reischauer | Nomes        | Nº de cidades |
| ------------------------------- | --------- | ------ | ------------------- | ------------ | ------------- |
| Cidade administrada diretamente | 직할시    | 直轄市 | Chikhalsi           | Pyongyang    | 1             |
| Cidade especial                 | 특별시    | 特別市 | T'ŭkpyŏlsi          | Rason, Nampo | 2             |
| Cidade de nível especial        | 특급시    | 特級市 | T'ŭkkŭpsi           | Kaesong      | 1             |

As cidades de primeiro nível têm o mesmo status das províncias. 

## Lista de cidades especiais
| Nome      | Chosongul  | Hanja      | Tipo                            | População | Área (km²) | Densidade populacional (/km²) | Capital     | Região  | Província      | Ano de estabelecimento |
| --------- | ---------- | ---------- | ------------------------------- | --------- | ---------- | ----------------------------- | ----------- | ------- | -------------- | ---------------------- |
| Pyongyang | 평양직할시 | 平壤直轄市 | Cidade administrada diretamente | 3.255.388 | 3.194      | 1.019                         | Chung-guyok | Kwanso  | Pyongan do Sul | 1946                   |
| Rason     | 라선특별시 | 羅先特別市 | Cidade especial                 | 205.000   | 746        | 275                           | Rajin-guyok | Kwanbuk | North Hamgyong | 2010                   |
| Nampo     | 남포특별시 | 南浦特別市 | Cidade especial                 | 366.815   | 829        | 442                           | Waudo-guyok | Kwanso  | Pyongan do Sul | 2011                   |
|           |            |            |                                 |           |            |                               |             |         |                |                        |
| Kaesong   | 개성특급시 | 開城特級市 | Cidade de nível especial        | 308.440   | 1.309      | 235                           |             | Haeso   | North Hwanghae | 2003                   |